# 8545 McGee
8545 McGee eller 1994 AM1 är en asteroid i huvudbältet som upptäcktes den 2 januari 1994 av den brittiske astronomen Brian G. W. Manning vid Stakenbridge-observatoriet. Den är uppkallad efter den brittiska amatörastronomen Hazel McGee.
Den tillhör asteroidgruppen Vesta.